# L'amante indiana
L'amante indiana (Broken Arrow) è un film western del 1950 diretto da Delmer Daves, con protagonista James Stewart.
È basato sul romanzo Fratello di sangue (Blood Brother, 1947) di Elliott Arnold.

## Trama
Nel 1870 Tom Jefford, scout dell'esercito degli Stati Uniti, salva un giovane indiano, diventandone fratello di sangue. Inizia così ad instaurare un rapporto nuovo con i pellerossa basato sulla pace e il reciproco rispetto. La cosa però non è gradita agli altri bianchi che reputano Tom un traditore tanto che dopo l'ultimo massacro Jefford rischia il linciaggio. È il generale Howard che, per ordine di Washington, deve cercare la pace con gli indiani di Cochise e convincere Tom ad accompagnarlo all'accampamento. Qui nel frattempo Jefford sposa Sonseeahray, "Stella del mattino". Tra i bianchi, però, c'è chi ha interesse che la guerra continui e i più deboli ne fanno le spese: la moglie di Jefford, Sonseeahray, viene uccisa in un agguato perpetrato da bianchi che non volevano il trattato di pace con gli Apache, e Jefford pieno di odio vorrebbe farla pagare ai bianchi traditori, ma Cochise lo convince a sopportare il lutto, come lui aveva fatto per il fratello impiccato dai bianchi, per rispettare il trattato e renderlo definitivo con la firma del presidente degli Stati Uniti. Alla fine Jefford cavalca serenamente con la consapevolezza che la pace con gli Apache sarebbe stata duratura.

## Riconoscimenti
- 1951 – Premio Oscar
  - Candidatura al miglior attore non protagonista a Jeff Chandler
  - Candidatura alla miglior sceneggiatura ad Albert Maltz

- 1951 – Golden Globe
  - Miglior film promotore di Amicizia Internazionale
  - Candidatura alla miglior fotografia a colori ad Ernest Palmer

## Sequel
L'amante indiana ha avuto due seguiti: Kociss, l'eroe indiano (The Battle at Apache Pass) del 1952 di George Sherman e Il figlio di Kociss (Taza, Son of Cochise) del 1954 di Douglas Sirk.

## Serie televisiva
Nel 1956 venne trasmessa in televisione una serie televisiva ispirata a questa pellicola dal titolo Broken Arrow. Furono trasmesse due stagioni, la prima di 39 episodi andati in onda negli Stati Uniti dal 25 settembre 1956 al 21 maggio 1957 e la seconda composta da 33 episodi, in onda dal 1º ottobre 1957 al 24 giugno 1958, tutti in bianco e nero. Gli interpreti erano John Lupton nei panni di Tom Jefford e Michael Ansara come Cochise.